# Patrice Garande
Patrice Garande es un exfutbolista y entrenador de fútbol francés. Actualmente está libre tras dejar el Dijon FCO de la Ligue 2.

## Carrera como jugador
En su época como futbolista, Garande se desempeñaba como delantero. Debutó a nivel profesional siendo jugador del AS Saint-Étienne en 1977. Fue el máximo goleador de la Division 1 1983-84 al marcar 21 goles (ninguno de penalti) para el AJ Auxerre, que terminó tercero. Se retiró en 1994, en las filas del Bourges Football.
Fue una vez internacional con Francia en 1988 y siete veces con la selección olímpica gala, con la cual fue campeón en Los Ángeles 1984.

## Carrera como entrenador
Asistente en el SM Caen

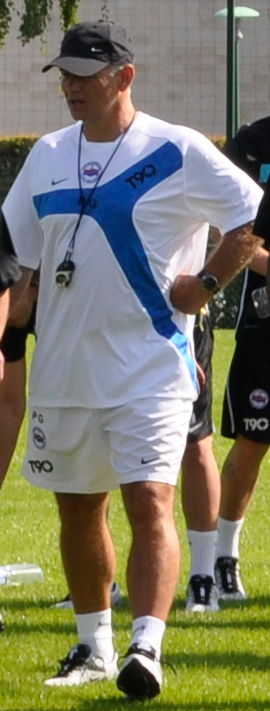
Garande como técnico del Caen.

Comenzó su carrera como entrenador en 1995, realizando labores de entrenador adjunto en el SM Caen. 
Entrenador del AS Cherbourg
Posteriormente, en 1999, debutó como primer entrenador dirigiendo al AS Cherbourg. Con este equipo logró dos ascensos de categoría. Abandonó el club en 2004. 
Entrenador del SM Caen
Al año siguiente, regresó al SM Caen para volver a ser asistente. 
En 2012, después del descenso del equipo a la Ligue 2, fue nombrado primer entrenador del conjunto francés. En su primera temporada en el banquillo del Stade Michel d'Ornano finalizó 4.º, a las puertas del ascenso; pero en el curso 2013-14 sí logró el objetivo de devolver al conjunto de la Baja Normandía a la Ligue 1 después de remontar de la 8.ª posición al término de la primera vuelta a la 3.ª al final del campeonato.
Ya en la élite, el Caen vivió una primera parte de la temporada complicada, sumando sólo 15 puntos y siendo colista en invierno. Pero el equipo reaccionó en la segunda vuelta, manteniéndose 8 jornadas invicto (de la 21.ª a la 27.ª) y obteniendo un empate contra el París Saint-Germain y una victoria contra el Olympique de Marsella. Haciendo gala de un fútbol de ataque (el Caen fue el 4.º máximo goleador del campeonato), se certificó la permanencia en la 36.ª jornada al ganar al Olympique de Lyon. En junio de 2015, Garande renovó su contrato.
La buena tendencia del equipo se mantuvo en el arranque de la Ligue 1 2015-16, donde se sitúa como una de las revelaciones al formar parte de los perseguidores del París Saint-Germain, luchando por clasificarse para las competiciones europeas. Tras terminar la primera vuelta como 4.º clasificado, en la segunda parte del campeonato el Caen no puede mantener estos números y se aleja ligeramente de las primeras posiciones, pero el hecho de haber asegurado la permanencia activa una cláusula por la cual el contrato de Garande se extiende por un año adicional.
La temporada 2016-17 fue más complicada, puesto que el conjunto normando terminó la primera vuelta de la Ligue 1 en 19.ª posición; y no pudo obtener la salvación hasta la última jornada, gracias a un gol en el tiempo añadido contra el París Saint-Germain. Pese a todo, fue confirmado en su puesto para la próxima campaña.
El Caen comenzó la Ligue 1 2017-18 yendo claramente de menos a más, situándose en 5.ª posición tras 8 jornadas y siendo el equipo menos goleado. Sin embargo, en la segunda vuelta el equipo entró en barrena en la recta final del campeonato y no pudo asegurarse la permanencia hasta la última jornada, empatando contra el París Saint-Germain, igual que había sucedido el año anterior. Sin embargo, Garande anunció su marcha de la entidad el mismo día en el que concluyó la temporada.
Entrenador del Toulouse FC
El 22 de junio de 2020, se convirtió en el nuevo técnico del Toulouse FC para los 2 próximos años. Logró llevar al equipo francés hasta la final de la promoción de ascenso a la Ligue 1, pero perdió contra el FC Nantes por la regla del gol de visitante (2-2). Unos días después, el 2 de junio de 2021, el club anunció que había decidido prescindir de sus servicios.
Entrenador del Dijon FCO
El 23 de agosto de 2021, sustituyó a David Linarès en el banquillo del Dijon FCO. El 29 de abril de 2022, confirmó su marcha del club a final de temporada.

## Clubes y estadísticas

### Como jugador
| Club             | País    | Año       | Partidos | Goles |
| ---------------- | ------- | --------- | -------- | ----- |
| AS Saint-Étienne | Francia | 1977-1979 | 4        | 0     |
| CS Chênois       | Suiza   | 1978-1980 | 27       | 13    |
| US Orléans       | Francia | 1980-1981 | 38       | 23    |
| AJ Auxerre       | Francia | 1981-1986 | 162      | 61    |
| FC Nantes        | Francia | 1986-1987 | 22       | 4     |
| AS Saint-Étienne | Francia | 1987-1989 | 74       | 26    |
| RC Lens          | Francia | 1989-1990 | 17       | 6     |
| Montpellier HSC  | Francia | 1990-1991 | 24       | 3     |
| Le Havre         | Francia | 1991-1992 | 22       | 7     |
| FC Sochaux       | Francia | 1992-1993 | 28       | 2     |
| Bourges Football | Francia | 1993-1994 | 28       | 10    |

### Como entrenador
| Club                | País    | Año       | P   | PG | PE | PP  | % v.  |
| ------------------- | ------- | --------- | --- | -- | -- | --- | ----- |
| SM Caen (asistente) | Francia | 1995-1998 |     |    |    |     |       |
| AS Cherbourg        | Francia | 1999-2004 | 212 | 90 | 61 | 61  | 42.45 |
| SM Caen (asistente) | Francia | 2005-2012 |     |    |    |     |       |
| SM Caen             | Francia | 2012-2018 | 251 | 95 | 52 | 104 | 37.85 |
| Toulouse FC         | Francia | 2020-2021 | 46  | 26 | 10 | 10  | 56.52 |
| Dijon FCO           | Francia | 2021-2022 |     |    |    |     |       |